# Ø̃́
Cette page contient des caractères spéciaux ou non latins. S’ils s’affichent mal (▯, ?, etc.), consultez la page d’aide Unicode.
Ø̃́, ou O barré diagonalement tilde accent aigu, est un graphème utilisé dans l’écriture du cicipu. Il s’agit de la lettre O barré diagonalement diacritée d'un tilde et un accent aigu.

## Utilisation
Dans le dictionnaire cicipu-anglais-haoussa de McGill et Yabani publié en 2015, ‹ ø̃́ › est utilisé pour représenter une voyelle nasale avec un ton descendant, par exemple dans le mot cicipu dø̃́yø̃̀dø̃́yø̃̀, « gros derrière », normalement écrit ‹ dø̃yø̃dø̃yø̃ › sans les tons.

## Représentations informatiques
Le O barré diagonalement tilde accent aigu peut être représenté avec les caractères Unicode suivants :
- décomposé (supplément latin-1, diacritiques) :

| formes    | représentations | chaînes de caractères | points de code       | descriptions                                                                          |
| --------- | --------------- | --------------------- | -------------------- | ------------------------------------------------------------------------------------- |
| capitale  | Ø̃́               | Ø◌̃◌́                   | U+00D8 U+0303 U+0301 | lettre majuscule latine o barré obliquement diacritique tilde diacritique accent aigu |
| minuscule | ø̃́               | ø◌̃◌́                   | U+00F8 U+0303 U+0301 | lettre minuscule latine o barré obliquement diacritique tilde diacritique accent aigu |